# Psylliodes credens
Psylliodes credens är en skalbaggsart som beskrevs av Henry Clinton Fall 1933. Psylliodes credens ingår i släktet Psylliodes och familjen bladbaggar. Inga underarter finns listade i Catalogue of Life.